# Friedrich-Theodor Hruška
Friedrich-Theodor Hruška (* 13. Februar 1930 in Bergkamen, Kreis Hamm; † 7. November 2013) war ein deutscher Politiker (FDP). Von 1974 bis 1978 sowie von 1982 bis 1994 war er Mitglied des Niedersächsischen Landtages.
Hruška absolvierte im Jahr 1951 das Abitur am König-Wilhelm-Gymnasium in Höxter und studierte danach in Hannover Veterinärmedizin. Das Staatsexamen legte er im Jahr 1956 ab, und er war in der Folge als Tierarzt bestallt. Im Jahr 1958 promovierte er zum Doktor der Veterinärmedizin und wurde 1965 als Tierarzt beamtet. In den Jahren 1966 bis 1968 arbeitete er als Veterinärrat in Syke, danach war er von 1968 bis 1973 in Hannoversch Münden Leiter der Regierungsveterinärratsstelle, ab 1970 zudem Veterinäroberrat. In der Regierungsveterinärratsstelle in Göttingen wurde er ab Januar 1973 als Sachgebietsleiter für Lebensmittelrecht eingesetzt. Er arbeitete von 1978 bis 1982 als Veterinärdirektor, als Leiter des Veterinäramtes von Landkreis und Stadt Göttingen. Seine Anerkennung als Fachtierarzt für Öffentliches Veterinärwesen erhielt er im Jahr 1981. Darüber hinaus absolvierte er eine Zusatzausbildung in der elektronischen Datenverarbeitung bei der Firma Siemens und studierte als Gasthörer Verwaltungsrecht an der Universität Göttingen. 
Hruška trat der FDP 1967 bei. Er wurde 1972 Mitglied des Landesvorstandes und 1980 Vorsitzender des Bezirksverbandes Südniedersachsen seiner Partei. Er war Mitglied des Niedersächsischen Landtages in der 8. Wahlperiode (21. Juni 1974 bis 20. Juni 1978) und in der 10. bis 12. Wahlperiode (21. Juni 1982 bis 20. Juni 1994). Er wirkte zudem vom 10. Juli 1974 bis 20. Juni 1978 als Schriftführer des Niedersächsischen Landtages. Stellvertretender Vorsitzender der FDP-Landtagsfraktion war er vom 16. Januar 1978 bis 20. Juni 1978, 21. Juni 1982 bis 20. Juni 1986 und vom 20. Juni 1990 bis 20. Juni 1994.
1996 wurde Hruška das Verdienstkreuz am Bande des Verdienstordens der Bundesrepublik Deutschland verliehen.
Hruška war verheiratet und hatte drei Kinder. 